# Apple (песня)
«Apple» — песня английской певицы и автора песен Charli XCX, выпущенная 7 июля 2024 года в качестве одиннадцатого трека из её шестого студийного альбома Brat (2024). Она заняла 14-е место в UK Singles Chart и 4-е место в Hot Dance/Electronic Songs в США. Трек был отмечен как выдающийся и вскоре после этого стал вирусным на TikTok, породив танцевальное увлечение на этой платформе. Песня была выпущена на итальянском радио 2 августа 2024 года в качестве третьего сингла с альбома.

## История
О «Apple» стало известно 8 сентября 2023 года, когда Charli XCX выложила фотографию своего блокнота, на которой был изображён текст песни под названием «The Apple». Трек был вновь представлен 2 апреля 2024 года в голосовой заметке, отправленной поклонникам, в которой подтверждалось, что «Apple» войдёт в альбом Brat 2024 года. Трек посвящён отношениям Charli XCX с родителями и межпоколенческой травме. «Apple» используется как метафора, символизирующая как семейную связь, так и природу травмы. Песня в основном гиперпоп с элементами электропопа и синти-попа.

## Отзывы
Рецензируя альбом Brat, Алексис Йи из журнала The Tech Массачусетского технологического института написала, что «Apple», «Talk Talk», «So I» и «B2b» были её любимыми треками с альбома, и нашла выбор Charli XCX рифмовать «apple» с «airport» «комичным». Аншара Шакил из The Gauntlet при Университете Калгари также считает трек выдающимся и хвалит его «солнечные синты и лирику с кровоточащими эмоциями». Миган Гарви из Pitchfork считает аллегорию фруктов в треке «любопытной», но пишет, что у неё никогда не было текста Charli XCX, который бы «прыгал» в голове так, «как строки из „Apple“». Джио Сантьяго из Resident Advisor написал, что трек «без проблем превратит пустой танцпол в потную сауну», а Энтони Фантано описал трек как «очень грувовый синти-поп в стиле throwback». Однако более негативная рецензия поступила от Алекса Риготти из Whynow, который заявил, что интроспективный характер трека «подводит скучный, унылый инструментал, с которым он сочетается», а Сэм Францини использовал круглый стол Atwood, чтобы заявить, что текст трека «болезненно перегружен».

## Вирусность на TikTok
Песня стала вирусной на TikTok вскоре после выхода, после того как нью-йоркская актриса и создатель контента Келли Хейер загрузила на платформу танец, который она создала по прихоти, обнаружив, что ритм трека вызывает у неё желание танцевать определённым образом. Исполнение танца включает в себя повороты тела, размещение рук на бёдрах, удерживание воображаемого яблока над головой исполнителя и притворство вождения автомобиля. К 28 июня Charli XCX сняла себя, исполняющую танец вместе с Троем Сиваном, а видеоклипы сняли Брук Шилдс, Джо Джонас, Стивен Колберт, Глен Пауэлл, Дейзи Эдгар-Джонс, Энтони Рамос, Тайлер Даунс, Эшли Тисдейл, Джессика Альба, Аликс Эрл, Керри Вашингтон, Лиза Ринна, Гарри Хэмлин, Коди Ригсби, Ким Гордон, Дэйв Грол и многие другие знаменитости.

## Чарты
| Чарт (2024)                                | Высшая позиция |
| ------------------------------------------ | -------------- |
| Австралия (ARIA)                           | 18             |
| Австрия (Ö3 Austria Top 40)                | 74             |
| Канада (Billboard Canadian Hot 100)        | 37             |
| Чехия (Singles Digitál Top 100)            | 85             |
| Мир (Billboard Global 200)                 | 30             |
| Ирландия (IRMA)                            | 9              |
| Литва (AGATA)                              | 47             |
| Нидерланды (Single Top 100)                | 90             |
| Швеция (Heatseeker Sverigetopplistan)      | 20             |
| Швейцария (Schweizer Hitparade)            | 93             |
| Великобритания (OCC UK Singles)            | 8              |
| США (Billboard Hot 100)                    | 51             |
| США (Billboard Hot Dance/Electronic Songs) | 4              |

## Сертификации
| Регион                                                                      | Сертификация | Продажи |
| --------------------------------------------------------------------------- | ------------ | ------- |
| Австралия (ARIA)                                                            | Золотой      | 35 000  |
| Данные о продажах + прослушиваниях приведены только на основе сертификации. |              |         |